# 綦江惨案
綦江惨案，是指抗日战争时期国民政府在四川綦江残害抗日青年学生的事件。

## 经过
1938年春，国民政府在武昌设立“军事委员会战时工作干部训练团”，以抗日救国为名招收青年学生，加以训练。武汉沦陷后，该团撤退到湖南沅陵，1939年春又迁到綦江。1943年，正是抗日高潮时期，学员自动发起组织“忠诚剧社”，得到桂永清的批准，作为战干团正式机构，委派第一期毕业生熊寿农任总干事。著名演员有一期学员李英、三期学员郭灿。他们以“忠诚剧团”名义在重庆上演《李秀成之死》，演出时轰动山城，连续上演60余场。这个剧的内容影射了当地政府，在蒋介石、陈诚授意下，李英等惨遭杀害后。桂永清又将剧团解散，与剧团有牵连的进步学员40余人，被杀害在该团附近的李子园。
从1938年秋到次年春，在团内大肆搜捕、审讯，在半年多内有200余人被活埋、40余人被拷打致残，而造成骇人听闻的惨案。